# Alberto Merlati
Alberto Merlati (Cúneo, Reino de Italia; 4 de julio de 1943 – 12 de diciembre de 2024) fue un baloncestista italiano que jugó en la posición de pívot.

## Carrera

### Club
| Periodo   | Club                          |
| --------- | ----------------------------- |
| 1965-1968 | Pallacanestro Cantù           |
| 1969–1970 | Nuova Pallacanestro Gorizia   |
| 1970–1972 | Reyer Venezia                 |
| 1972–1973 | Libertas Pallacanestro Asti   |
| 1973–1975 | Auxilium Pallacanestro Torino |

### Selección nacional
Representó a Italia en 30 ocasiones de 1967 a 1972, ganó la medalla de bronce en los Juegos Mediterráneos de 1967 y participó en el Campeonato Mundial de Baloncesto de 1967 y en el Campeonato Europeo de Baloncesto Masculino de 1967.

## Logros
- Lega Basket Serie A (1): 1967/68.[3]